# 内勒拉瓦莱
内勒拉瓦莱（法語：Nesles-la-Vallée，法語發音：[nɛl la vale] ⓘ）是法国法蘭西島大區瓦兹河谷省的一个市镇，属于蓬图瓦兹区。

## 地理
内勒拉瓦莱（49°7'48"N, 2°10'14"E）面积13.46 平方千米，位于法国法蘭西島大區瓦兹河谷省，该省份为法国北部内陆省份，北起瓦兹省，西接厄尔省，南至塞纳-圣但尼省、上塞纳省和伊夫林省，东临塞纳-马恩省。
与内勒拉瓦莱接壤的市镇（或旧市镇、城区）包括：埃杜维尔、瓦兹河畔欧韦尔、瓦尔蒙杜瓦、弗鲁维尔、韦克桑地区埃鲁维尔、拉布维尔、帕尔曼。
内勒拉瓦莱的时区为UTC+01:00、UTC+02:00（夏令时）。

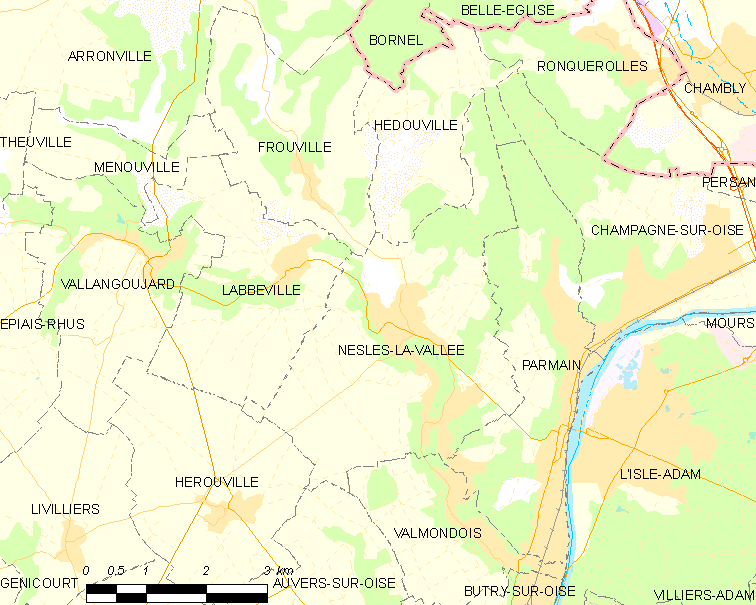
内勒拉瓦莱的OSM定位图

## 行政
内勒拉瓦莱的邮政编码为95690，INSEE市镇编码为95446。

## 政治
内勒拉瓦莱所属的省级选区为圣旺洛莫讷县。

## 人口

1962-2008年间内勒拉瓦莱人口变化图示

内勒拉瓦莱于2022年1月1日时的人口数量为1823人。